# Viereckschanze (Tannheim)

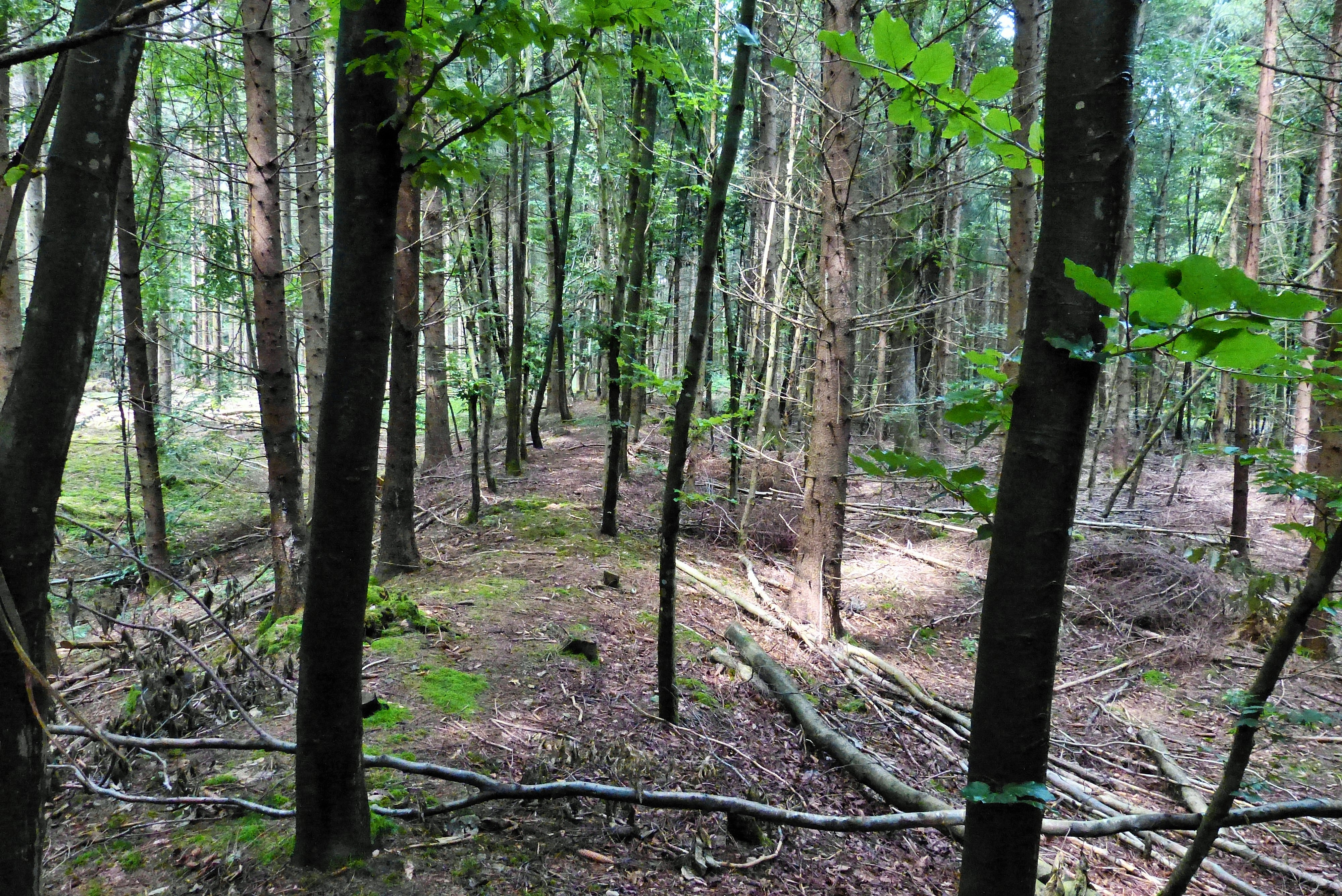
Viereckschanze Tannheim (2020)

Die Viereckschanze (auch Keltenschanze, Bauernschanz) in Tannheim ist eine Wallanlage aus der Latènezeit, die sich oberhalb des Teilortes Jägerhaus im Landkreis Biberach in Baden-Württemberg befindet. Die Anlage liegt an der Oberschwäbischen Keltenstraße.

## Beschreibung
Die Viereckschanze liegt an einer öffentlichen ungeteerten Straße östlich von Jägerhaus in Richtung Krimmel im Waldgebiet „Bauernschanz“.  Die Viereckschanze ist eine leicht trapezförmige, 100 Meter lange und 40 Meter breite Wallanlage mit umlaufendem Wallgraben aus der Latènezeit. Eine weitere Viereckschanze ist in der Nähe der Iller beim Ortsteil Oyhof dokumentiert. Sie ist relativ schwer zu finden, da über ihren Resten ein im Jahre 2020 ungefähr fünfzig Jahre alter Wald aus Fichtenpflanzen steht.

## Neuzeitliches Feldkreuz

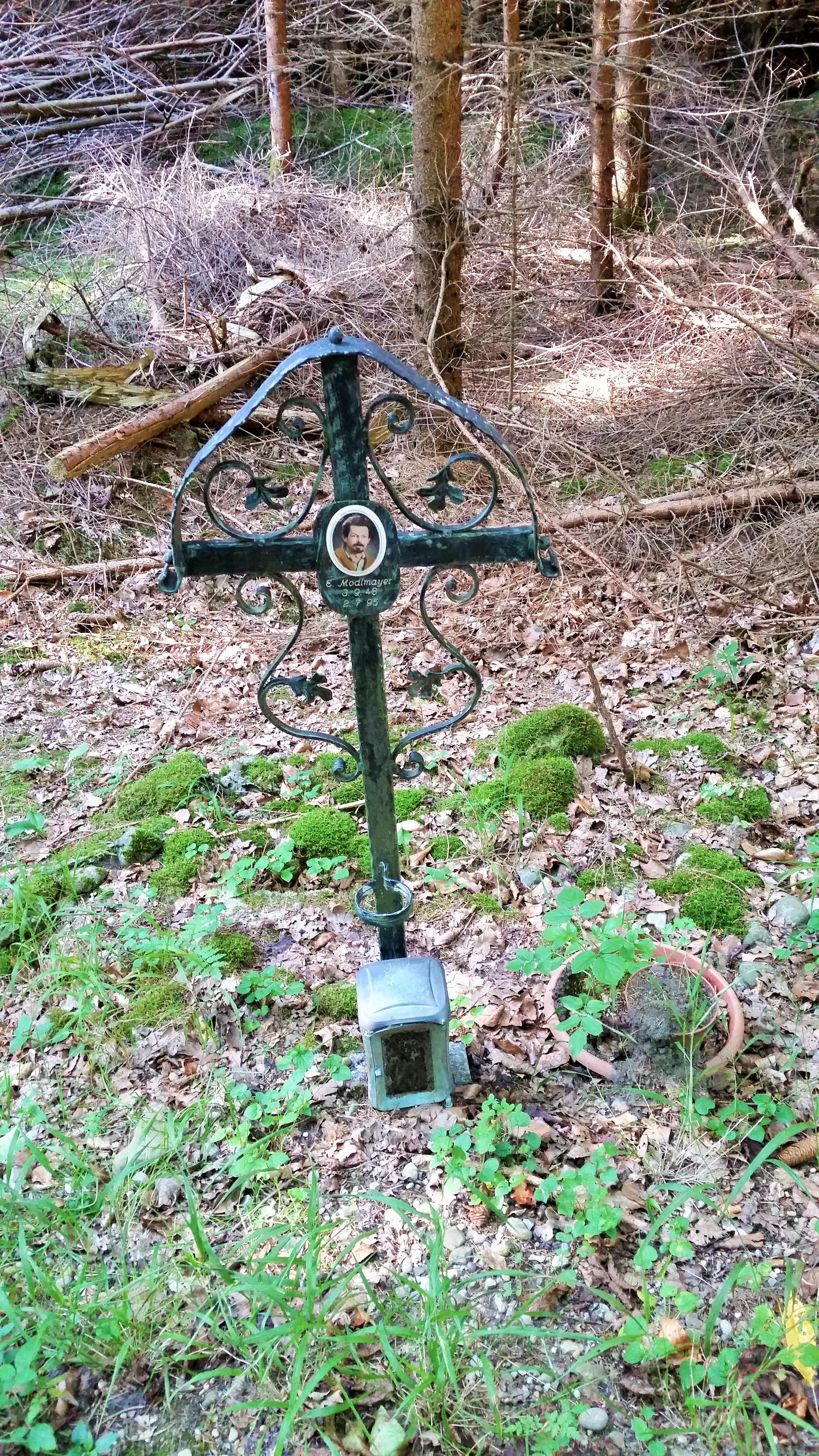
Feldkreuz auf der Viereckschanze für das Opfer eines Flugzeugabsturzes

1995 stürzte ein Kleinflugzeug in Tannheim ab, wobei vier Personen starben. Zum Andenken an diesen Absturz ließ die Frau eines der Absturzopfer ein Feldkreuz an der Absturzstelle errichten. Dieses Kreuz befindet sich ungefähr am Ende der Viereckschanze.